# 1997 EB42
1997 EB42 är en asteroid i huvudbältet som upptäcktes den 10 mars 1997 av LINEAR i Socorro County, New Mexico.
Asteroiden har en diameter på ungefär 4 kilometer.